# Compsophis laphystius
Compsophis laphystius — вид змій родини Pseudoxyrhophiidae. Ендемік Мадагаскару.

## Поширення і екологія
Compsophis laphystius мешкають на сході острова Мадагаскар. Вони живуть у вологих тропічних лісах, на берегах водойм. Живляться амфібіями.